# 九龍巴士32A線
九龍巴士32A線是香港一條已停駛的新界區巴士路線，來往荃灣碼頭至老圍。

## 歷史
- 1973年7月16日：路線投入服務，來往荃灣碼頭至老圍。
- 1979年1月1日：配合象山邨落成，增設荃灣碼頭至象山的短途班次。
- 1979年1月15日：取消荃灣碼頭至象山的短途班次，並開設九巴32B線。
- 1980年7月20日：改經新落成的石圍角邨。
- 1982年5月2日：路線取消服務，並由專線小巴81線取替[1]。

## 行車資料

### 行車路線
- 荃灣碼頭開途經：大河道、沙咀道、德士古道、石圍角路、象鼻山路及老圍通道

- 老圍開途經：老圍通道、城門道、德士古道、沙咀道及圓墩圍